# Felelős állattartás napja

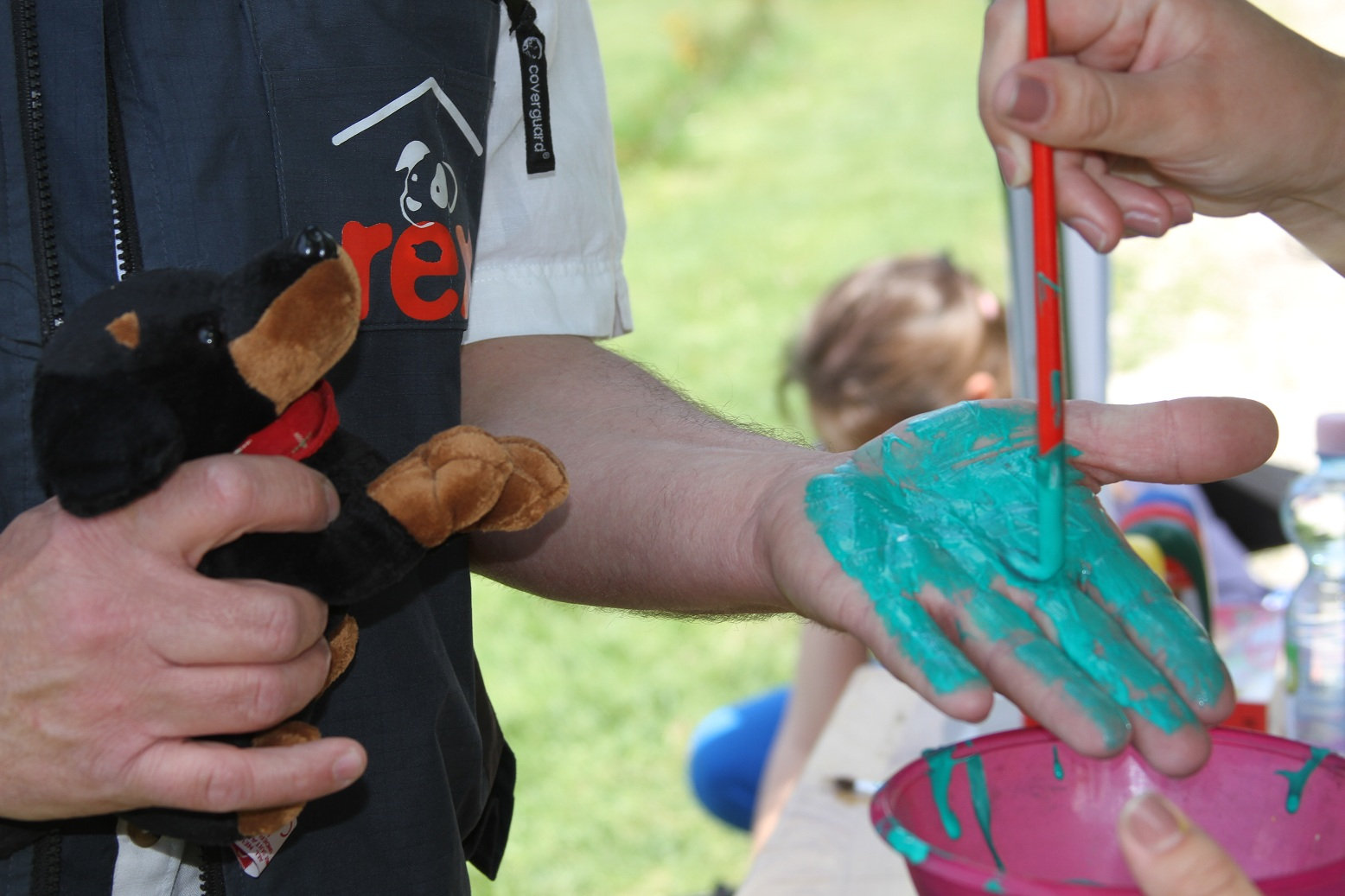
Felelős állattartás napja, 2017

A felelős állattartás napja az 1990-ben alapított Rex Kutyaotthon Alapítvány kezdeményezésére létrehozott magyarországi jeles nap, melynek célkitűzése, hogy minden év május 6-án felhívja az emberek figyelmét a felelős állattartás fontosságára, a felelős állattartás hét aranyszabályának betartására. Magyarországon sokan nem gondoskodnak megfelelőképpen állataikról, több tízezer kutya kóborol országszerte, a kontroll nélkül szaporodó gazdátlan macskák száma ennek többszörösére tehető.
A felelős állattartás napjának központi üzenete, hogy az állatok jobb életkörülményeinek biztosításához országos szintű szemléletváltásra van szükség, mely az állattartók felvilágosításával és az iskolákban zajló állatvédelmi oktatóprogramok révén valósulhat meg.
A felelős állattartás napját először 2017-ben, a káposztásmegyeri Farkas-erdő melletti Rex Állatszigeten ünnepelték.

## 2017

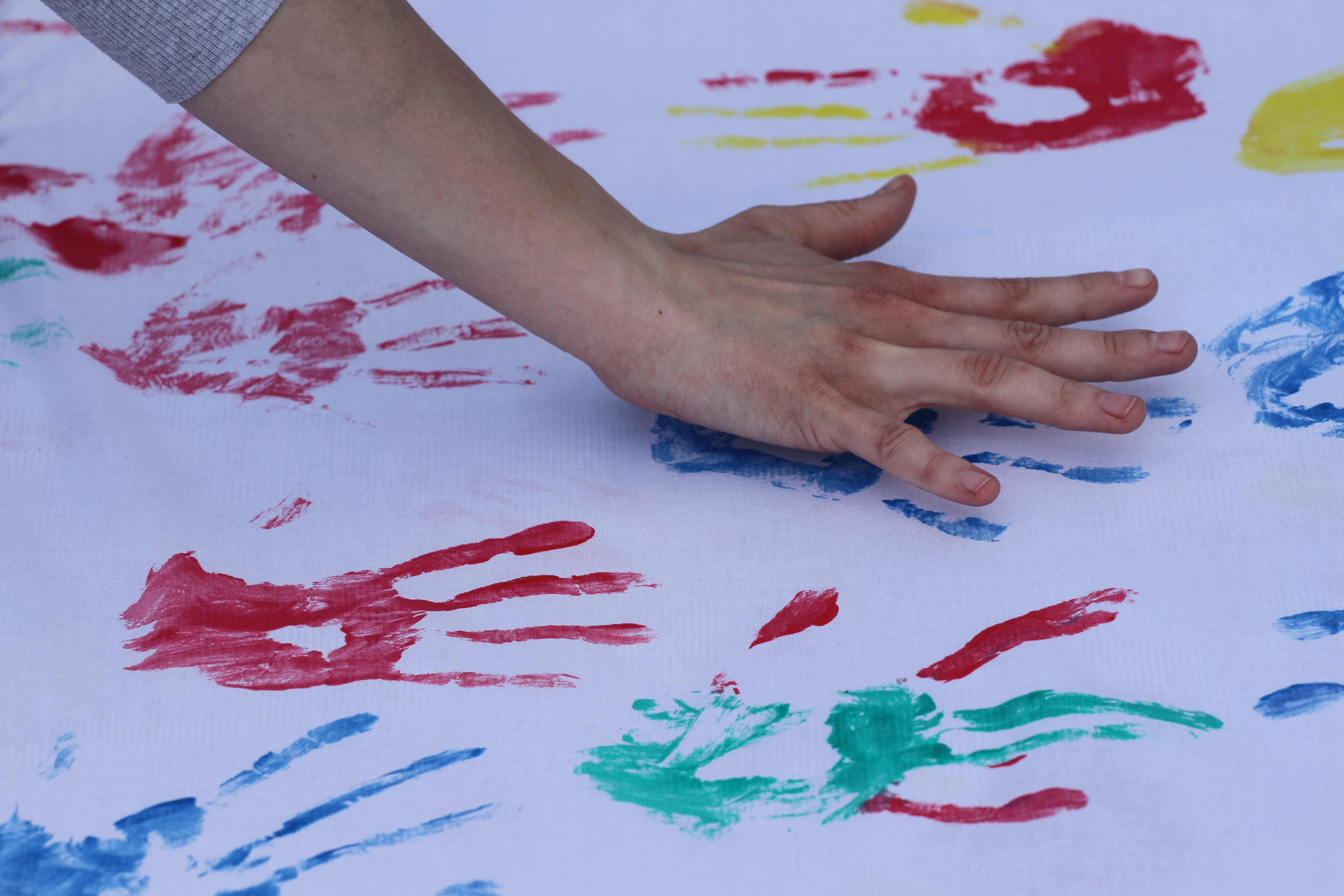
Felelős állattartás napja, 2017

2017. május 6-án a Rex Állatszigeten kifeszített óriásvásznon közel ezren tették le színes kéz- és mancsnyomukat a felelős állattartás támogatására. Ezzel új hazai rekord és egy új állatvédelmi jeles nap született. A Rex Kutyaotthon Alapítvány megalapította a felelős állattartás napját, a szervezők kihirdették a Felelős Állattartás 7 Aranyszabályát, és kifüggesztették a Felelős Állattartók Nyilatkozatát, amit több százan írtak alá a helyszínen, s melyhez online is lehet csatlakozni a Rex Kutyaotthon Alapítvány honlapján.

## Az állatok jóléte
Minden állatnak joga van a boldog élethez és a kegyes halálhoz. A világszerte egyre aktívabban fellépő állatvédelmi mozgalmak elítélnek minden olyan cselekedetet, mely az állatoknak szükségtelen szenvedést vagy károsodást okoz. Sok esetben azonban még a szakember számára is nehézséget jelenthet az állati szenvedés pontos megítélése, mértékének megállapítása.

### Az öt mentesség
A civil állatvédők és az állatvédelemhez kapcsolódó hatóságok az állati jóllét biztosítása vonatkozásában egyaránt irányadónak tekintik az angolszász országokban elfogadott ún. „Öt mentesség" fogalmát, mely révén az állatok alapvető testi és lelki szükségletei pontosan definiálhatók. Az állati jólléthez szükséges öt feltétel és azok biztosításának módja a következő. 
1. A szomjúságtól, éhségtől és hiányos táplálkozástól mentes élet, ami friss ivóvíz állandó jelenlétével és olyan kiegyensúlyozott takarmányozással biztosítható, amely az egészséges élethez és a jó kondícióhoz szükséges.
2. A kényelmetlenség érzésétől mentes élet, ami olyan tartási körülmények biztosításával érhető el, amely magában foglalja az időjárás viszontagságaitól és egyéb veszélyektől való menedéket, illetve a kényelmes pihenőhelyet.
3. A fájdalomtól, sérüléstől, illetve megbetegedéstől mentes élet, ami a betegségmegelőző intézkedések, a gyors diagnosztika és a megfelelő gyógykezelés segítségével biztosítható.
4. A természetes viselkedés gyakorlásának alapfeltétele az elegendő hely, a megfelelő tartási körülmények, valamint a fajtársak jelenlétének biztosítása.
5. A félelemtől és stressztől mentes élet olyan körülmények biztosításával érhető el, melyek révén az állat lelki szenvedése megakadályozható.

### A felelős állattartás hét aranyszabálya
Az öt mentesség definíciójából is látható, hogy a felelős állattartás többet jelent az élethez elengedhetetlen víz, eleség és menedék biztosításánál. Elkötelezettséget, állattartói ismereteket, sok időt és anyagi áldozatot követel. Mindez hatalmas felelősség. Az alábbi feltételek állandó biztosítása mindenkinek segíthet a felelős gazdává váláshoz.
1. Szeretet (szeretetteljes törődés, gondoskodásunk kifejezése nap mint nap)
2. Táplálás  (az igényeknek megfelelő eledel és friss ivóvíz biztosítása)
3. Ápolás (a kültakaró, a karmok és a fogazat rendszeres karbantartása)
4. Pihenés (gondoskodás az időjárás viszontagságaitól védett pihenőhelyről)
5. Egészség (rendszeres védőoltás, parazitamentesítés, állatorvosi ellátás)
6. Mozgás (rendszeres mozgáslehetőség, séták és játék biztosítása)
7. Családtervezés (a nem kívánt szaporulat megelőzése ivartalanítás révén)

### Felelős Állattartók Nyilatkozata
„Az állatok társaink, hozzánk hasonlóan örülni és szenvedni képes lények. Tiszteletben tartásuk, szükségleteik ismerete és azok maradéktalan kielégítése minden ember erkölcsi kötelessége. Az állatoknak joguk van a boldog élethez és a kegyes halálhoz. Elítélek minden olyan – akarattal vagy gondatlanságból elkövetett – cselekedetet, mely az állatoknak szükségtelenül fájdalmat, testi vagy lelki szenvedést vagy bármiféle károsodást okoz. Felelős állattartóként rendszeresen bővítem állattartási ismereteimet, gondoskodom kedvencem jóllétéről, állatorvosi ellátásáról, mikrocsipezéssel megakadályozom elvesztését, és ivartalanítása révén megakadályozom a nem kívánt szaporulat létrejöttét.”